# Amelung von Varendorff

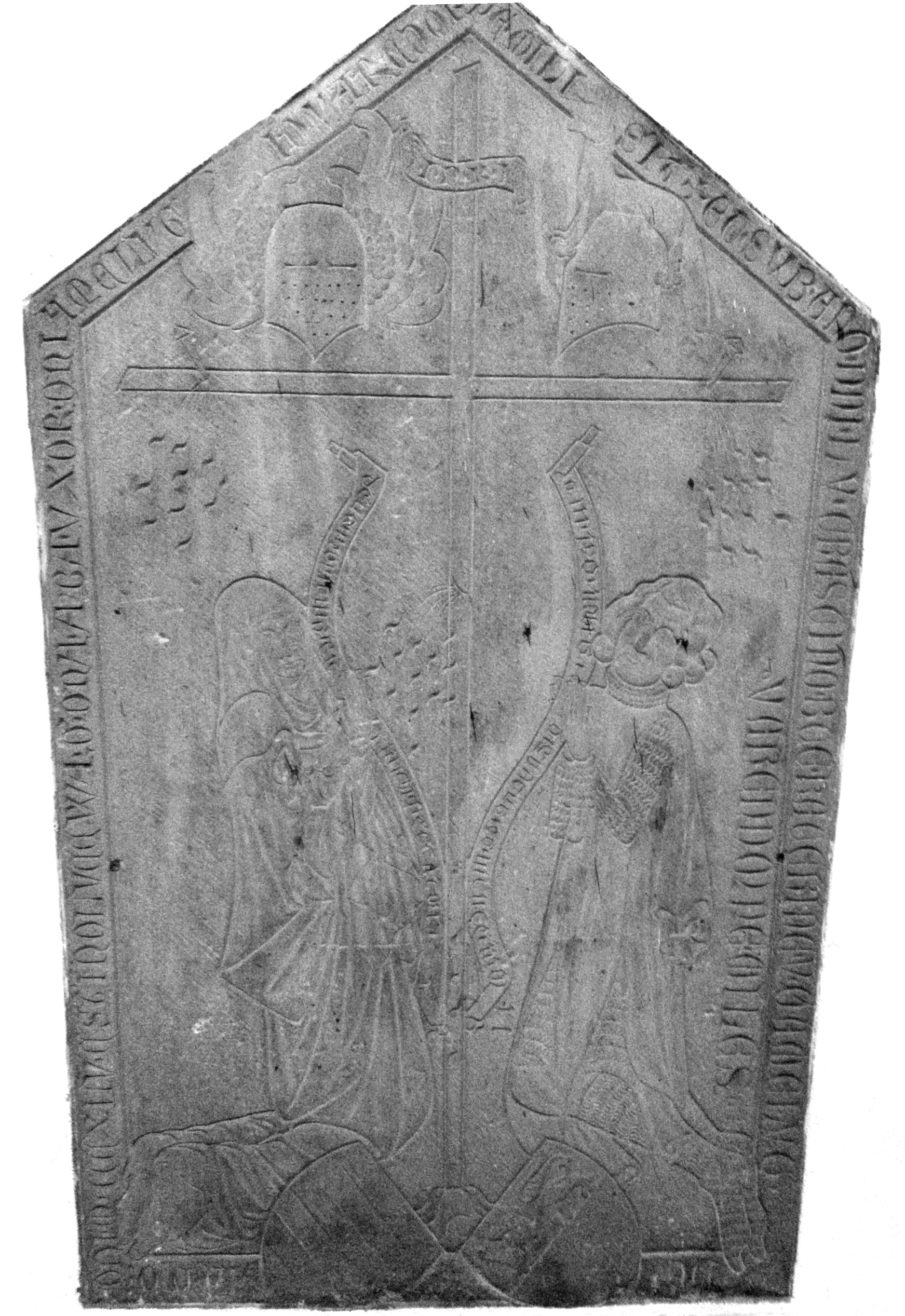
Epitaph des Amelung v. Varendorff und seiner Frau Amalberga von Lingen in der Klosterkirche zu Iburg

Amelung I. von Varendorff, auch Amelung I. von Varendorf (* vor 1309 auf Burg Sutthausen; † 25. November 1355 ebenda), ab 1348 der Ältere genannt, war ein Osnabrücker Ritter sowie bischöflicher Lehns- und Burgmann zu Iburg. Er war Burgherr auf der bei Osnabrück gelegenen Burg Sutthausen.

## Leben
Amelung von Varendorff wurde vor 1309 auf Burg Sutthausen im Bistum Osnabrück geboren und entstammte einer Linie des Osnabrücker Adelsgeschlechts der Herren von Varendorff. Sein Vater war Eberhard II. von Varendorff zu Sutthausen, der das vormalige Gut Sutthausen gegen den Willen des Osnabrücker Bischofs Konrad II. von Rietberg und der Stadt Osnabrück zu einer festen Burg ausgebaut hatte; seine Mutter war Bertardis von Korff.  Amelung erhielt wie sein Vater die Ritterwürde und wurde Burgmann von Iburg.  Als bischöflicher Lehnsmann erhielt er eines der varendorffschen Burglehen innerhalb der Mauern von Iburg. Nach dem Tod seines Bruders Eberhard III. von Varendorff kam er in den Besitz der Burg Sutthausen und ihrer Lehen.  Amelung von Varendorff war verheiratet mit Amalberga v. Lingen zu Wulften. Am 12. Februar 1357 stiftete Amelungs Sohn Eberhard V. von Varendorff zum Gedenken an seine am 18. Oktober 1345 und am 25. November 1355 verstorbenen Eltern eine Rente für den von seinem Vater gegründeten Altar.  In der Klosterkirche zu Iburg befindet sich noch heute ein Epitaph, das Amelung von Varendorff und seine Ehefrau Amalberga zeigt. Es handelt sich dabei um ein seltenes Fünfwundenbild des 14. Jahrhunderts.